# Port lotniczy Szejk Isa
Port lotniczy Szejk Isa – wojskowy port lotniczy położony w Sitrze, w Bahrajnie. Jest to główna baza lotnicza sił powietrznych Bahrajnu.